# Correa baeuerlenii
Correa baeuerlenii är en vinruteväxtart som beskrevs av Ferdinand von Mueller. Correa baeuerlenii ingår i släktet Correa och familjen vinruteväxter. Inga underarter finns listade i Catalogue of Life.